# Tornai Gyula
Tornai Gyula, született Groszmann (Tornagörgő, 1861. április 12. – Budapest, 1928. november 24.) magyar festő.

## Életpályája
Groszmann Péter és Salczmann Julianna fia. Orientalista festő, tanult Bécsben, Münchenben és Budapesten. Hans Makart bécsi festő nagy hatással volt rá, tőle örökölte a keleti iránti rajongást. Benczúr Gyula volt a mestere Budapesten, nála tanulta részletező rajzosságot és a mélyenfénylő színvilágot. Kezdetben életképek festésével foglalkozott (Jó fatat, Kaméliás hölgy), majd nagyobb utazásokat tett (Olaszország, Spanyolország, Algéria, Marokkó, India, Japán), mely után az egzotikus témákat elevenítette meg. Kiállításain festményeit az utazásai során gyűjtött tárgyaival közösen mutatták be. 1904-ben Marokkóban, Tuniszban, Algírban jártakor készült képeit, valamint 330 darab egzotikus tárgyát, az akkori gyűjtők hamar megvásárolták. 1905-ben útnak indult Japánban és Indiába. A magyar utazó festő Londonban, Berlinben, az akkori világ művészeti központjaiban, már figyelmet kapott. Neves szaklapok és magazinok ismertették különleges, dekoratív, keleti ihletésű képeit. Számos műve megtalálható a Magyar Nemzeti Galériában. Kiállított 1907-ben Párizsban és Londonban, 1909-ben a budapesti Műcsarnokban, 1917-ben pedig a Nemzeti Szalonban. 1929-ben hagyatéki kiállítást rendezett műveiből az Árverési Csarnok.
Házastársa Kövér Ilona volt, dr. Kövér Gyula és Sachs Ilona lánya, akivel 1896. szeptember 20-án Budapesten, a Terézvárosban kötött házasságot. 1912-ben elváltak.

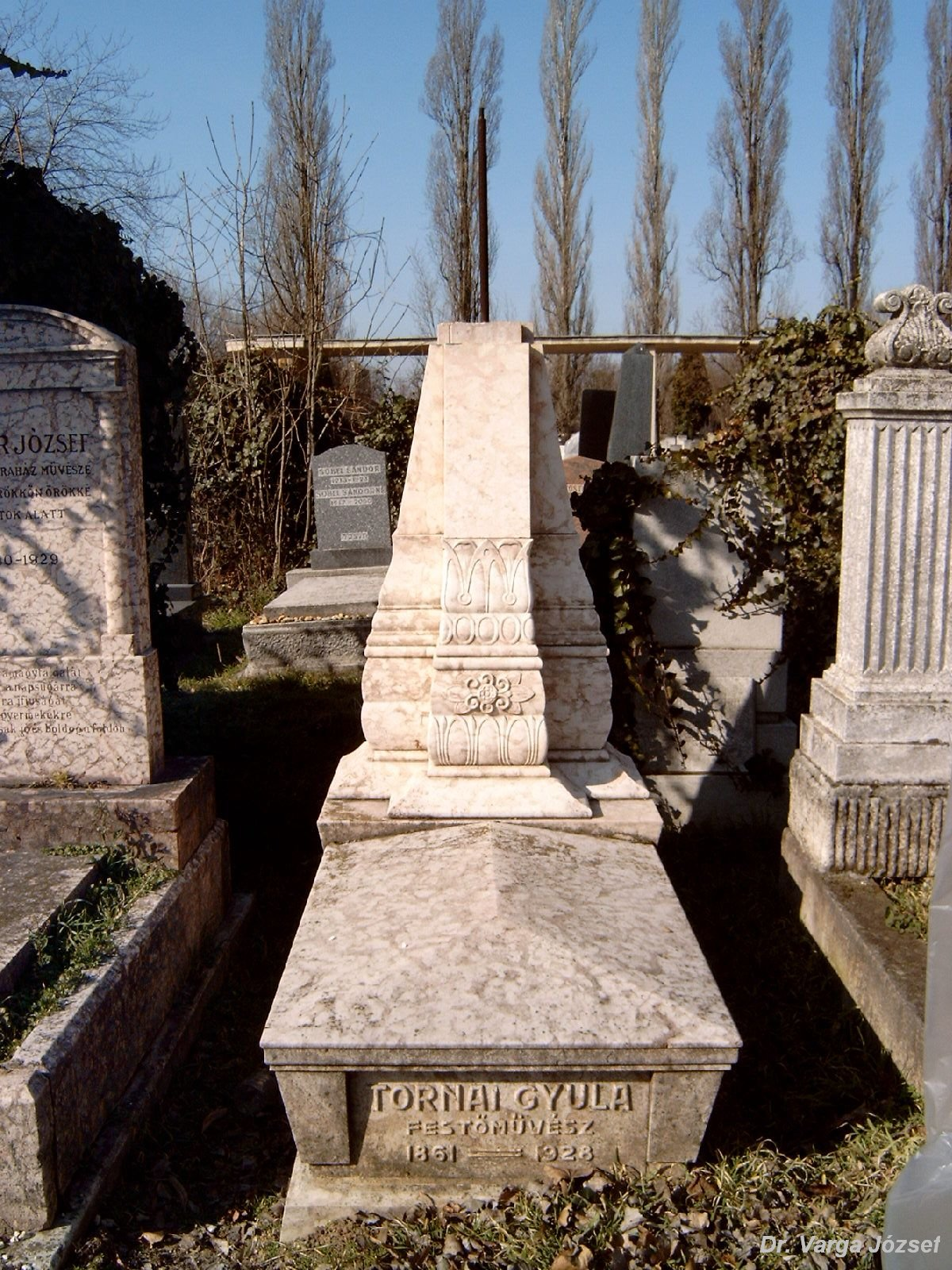
Tornai Gyula sírja Budapesten. Kozma utcai izraelita temető: 5B-11-16.

## További információk

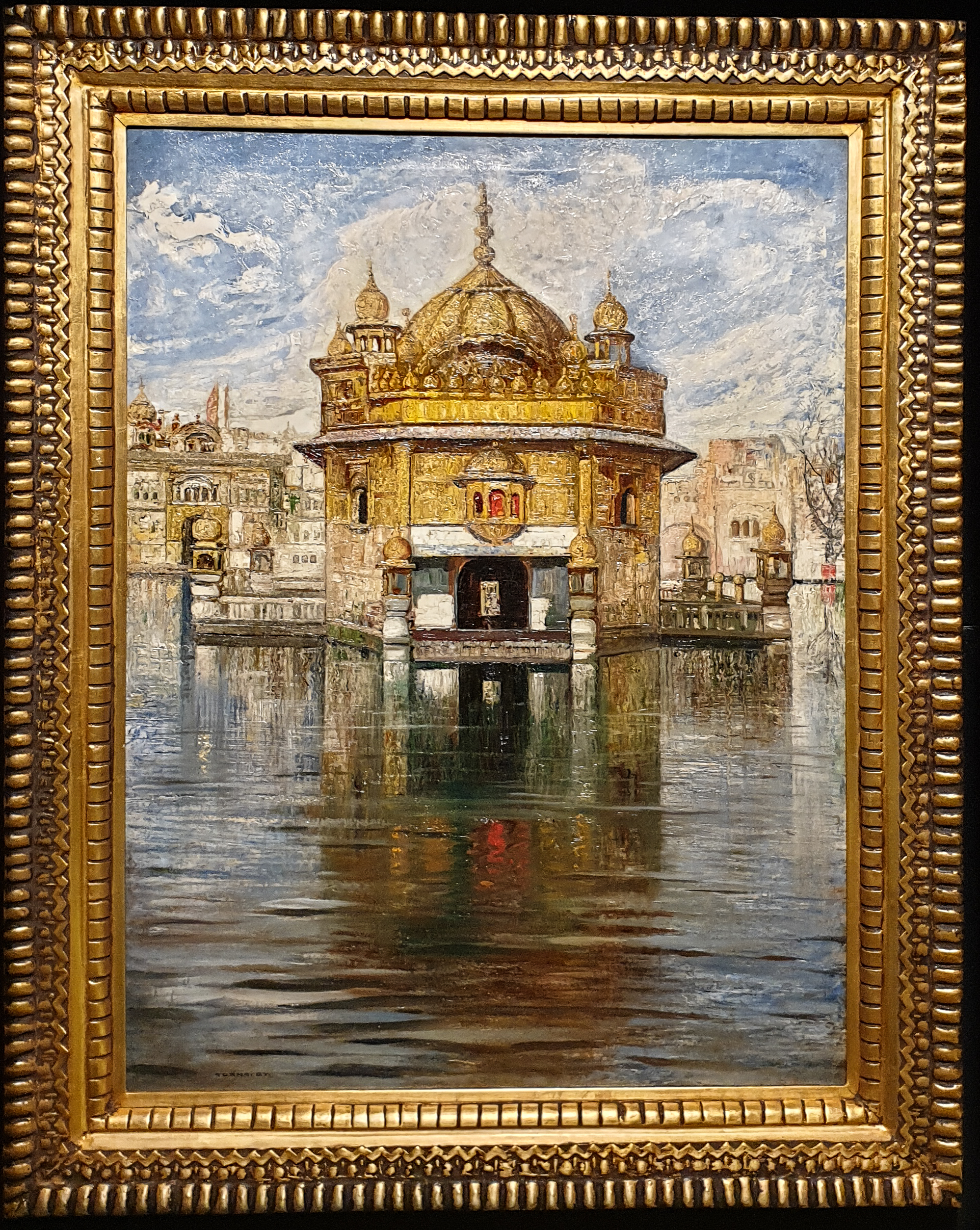
Az Aranytemplom Amritszárban, Tornai festménye